# Chiesa di Santa Maria (Campagna Lupia)
La chiesa di Santa Maria è la chiesa di Lugo, località di Campagna Lupia, in città metropolitana di Venezia e diocesi di Padova; fa parte del vicariato di Campagna Lupia, dipendente dalla parrocchia di Lughetto.
È uno dei monumenti storicamente più importanti del comune.

## Storia
La piccola chiesetta di Santa Maria di Lugo fu edificata nella prima metà del XIII secolo. Sebbene si trovi in una zona isolata, era stata costruita in un'area che era precedentemente abitata fino a quando, conseguente alle opere idrauliche attuate dalla Repubblica Serenissima per salvare la laguna, la zona divenne paludosa. 
Si sa che nel 1468 venne costruita la sacrestia. Nel 1700 questa chiesa venne completamente restaurata per volere del monsignor De Zacchi, canonico teologale di Padova.  Del restauro rimane l'epigrafe posta sulla parte superiore dell'unico altare.

## Descrizione
L'edificio è anticipato dal sagrato, realizzato nel XXI secolo, in cotto che riprende il cotto della torre campanaria. 
L'edificio romanico,  è orientato est-ovest come le chiese romaniche paleocristiane, ha una particolare conformazione architettonica, presentandosi solo con metà facciata, e posto  in aperta campagna. L'unica aula conserva tracce di affreschi risalenti al XIII secolo. Il campanile tardo romanico, ha una conformazione architettonica di particolare interesse, presenta infatti decorazioni su tutte e quattro le pareti.